# Kerrick (Minnesota)
Kerrick – miasto w Stanach Zjednoczonych, w stanie Minnesota, w hrabstwie Pine.